# (29736) Fichtelberg
(29736) Fichtelberg ist ein Asteroid des Hauptgürtels, der am 21. Januar 1999 vom deutschen Amateurastronomen Jens Kandler an der Volkssternwarte Drebach (IAU-Code 113) im Erzgebirgskreis entdeckt wurde.
Der Asteroid wurde nach dem Fichtelberg benannt, der mit 1215 m ü. NN höchsten Erhebung auf der sächsischen Seite des Erzgebirges.